# Гаральд Клозер
Гаральд Клозер (нім. Harald Kloser; нар. 9 липня 1956, Гард, Форарльберг, Австрія) — австрійський композитор, сценарист і продюсер.

## Життєпис
Гаральд Клозер уродженець Гарда, маленького австрійського села. Клозер працював вчителем музики у Гогенемсі, до того як стати професійним композитором. Його кар'єра почалася в поп- і рок-індустрії: він писав музику для таких музикантів, як Елтон Джон, Фалько, Ел Джерро, Том Вейтс, Хосе Фелісіано і багато інших.
З 1984 року працює музикантом, композитором і музичним продюсером. Був клавішником і солістом гурту «Oceanflieger».
В 1991 році Клозер разом з дружиною Дезіре Носбуш (в шлюбі 1991—2002) та двома дітьми переїхав до Лос-Анджелеса, де і почалася його кар'єра кінокомпозитора. Він є автором саундтреків до багатьох фільмів і телевізійних проектів, серед яких «Дрезден», «Чужий проти Хижака», «Післязавтра» Роланда Еммеріха. Також серед його ранніх робіт «Тринадцятий поверх», телефільм «Гріхи батька».
За музику до фільмів «Чужий проти Хижака» і «Післязавтра» удостоєний премії «BMI Music Awards». Фільм 10 тися років до нашої ери — дебют Гаральда Клозера як сценариста.

## Фільмографія
| Рік  | Назва                       | Оригінальна назва               | Вказаний як | Вказаний як | Вказаний як |
| Рік  | Назва                       | Оригінальна назва               | Композитор  | Продюсер    | Сценарист   |
| ---- | --------------------------- | ------------------------------- | ----------- | ----------- | ----------- |
| 1997 | Комедіанти-музиканти        | Comedian Harmonists             | Так         | Ні          | Ні          |
| 1999 | Тринадцятий поверх          | The Thirteenth Floor            | Так         | Ні          | Ні          |
| 2000 | Марлен                      | Marlene                         | Так         | Ні          | Ні          |
| 2000 | Алі: Американський герой    | Ali: An American Hero           | Так         | Ні          | Ні          |
| 2001 | Тунель                      | The Tunnel                      | Так         | Ні          | Ні          |
| 2001 | Хрестоносці                 | Die Kreuzritter — The Crusaders | Так         | Ні          | Ні          |
| 2002 | Дракула                     | Dracula                         | Так         | Ні          | Ні          |
| 2002 | Гріхи батька                | Sins of the Father              | Так         | Ні          | Ні          |
| 2003 | У лабіринті                 | Im Labyrinth                    | Так         | Ні          | Ні          |
| 2003 | Руді: Історія Руді Джіліані | Rudy: The Rudy Giuliani Story   | Так         | Ні          | Ні          |
| 2004 | Післязавтра                 | The Day After Tomorrow          | Так         | Ні          | Ні          |
| 2004 | Шквал                       | Sturmflut                       | Так         | Ні          | Ні          |
| 2006 | Дрезден                     | Dresden                         | Так         | Ні          | Ні          |
| 2006 | Чужий проти Хижака          | Alien vs. Predator              | Так         | Ні          | Ні          |
| 2008 | 10 тисяч років до нашої ери | 10,000 BC                       | Так         | Так         | Так         |
| 2009 | 2012                        | 2012                            | Так         | Так         | Так         |
| 2011 | Анонім                      | Anonymous                       | Так         | Ні          | Ні          |
| 2013 | Штурм Білого дому           | White House Down                | Так         | Так         | Ні          |
| 2016 | День незалежності 2         | Independence Day: Resurgence    | Так         | Так         | Ні          |
| 2019 | Мідвей                      | Midway                          | Так         | Так         | Ні          |
| 2022 | Падіння Місяця              | Moonfall                        | Так         | Так         | Так         |